# Aleuropteryx juniperi
Aleuropteryx juniperi là một loài côn trùng trong họ Coniopterygidae thuộc bộ Neuroptera. Loài này được Ohm miêu tả năm 1968.